# El Serredo
El Serredo (oficialmente y en asturiano: El Sarredo) es una aldea perteneciente a la parroquia de Boal, en el concejo de Boal, comarca de Eo-Navia, Principado de Asturias, España.
No hay disponibles datos respecto a su población (INE, 2013) y se encuentra a unos 360 m de altura sobre el nivel del mar. Dista escasamente 3,5 km de la capital del concejo, tomando desde ésta la carretera local BO-1.